# لكس فريدمان
ليكس فريدمان (بالإنجليزية: Lex Fridman) /ˈfriːdmən/: أليكسي ألكساندروفيتش فريدمان (الروسية: Алексей Александрович Федотов)؛ ولد في 15 أغسطس 1983) هو عالم حاسوب ومقدم بودكاست أمريكي. منذ عام 2018، استضاف بودكاست ليكس فريدمان ، حيث أجرى مقابلات مع شخصيات بارزة من مختلف المجالات مثل العلوم والتقنية والرياضة والسياسة.
برز فريدمان في عام 2019 بعد أن أشاد إيلون ماسك بدراسة ألفها فريدمان في معهد ماساتشوستس للتكنولوجيا، والتي خلصت إلى أن السائقين ظلوا في حالة تركيز أثناء استخدام نظام القيادة شبه المستقل من تسلا. وقد تعرضت الدراسة لانتقادات من خبراء الذكاء الاصطناعي ولم يراجعها النظراء. في ذلك العام، انتقل فريدمان إلى دور غير مدفوع الأجر في MIT AgeLab، ومنذ عام 2022 عمل كعالم أبحاث في مختبر MIT لأنظمة المعلومات واتخاذ القرار (LIDS). اعتبارًا من فبراير 2024، يعيش فريدمان في تكساس ولكنه لا يزال يتقاضى راتبه من معهد ماساتشوستس للتكنولوجيا ويحضر في الحرم الجامعي "بانتظام".

## الحياة المبكرة والتعليم
وُلِد أليكسي ألكسندروفيتش فريدمان في تشكالوفسك، جمهورية طاجيكستان السوفيتية الاشتراكية، ونشأ في موسكو. هو يهودي الديانة. والده، ألكسندر فريدمان، هو عالم فيزياء البلازما وأستاذ في جامعة دريكسل. وكان شقيقه جريجوري أيضًا أستاذًا في جامعة دريكسل.
عندما كان عمره حوالي 11 عامًا، بعد وقت قصير من انهيار الاتحاد السوفيتي، انتقلت عائلة فريدمان من روسيا إلى منطقة شيكاغو. التحق بمدرسة نيوكوا فالي الثانوية في نابرفيل، إلينوي. ثم حصل على درجتي البكالوريوس والماجستير في علوم الحاسوب في جامعة دريكسل في عام 2010، وأكمل درجة الدكتوراه في الهندسة الكهربائية والحاسوبية في دريكسل في عام 2014. أكمل أطروحته للدكتوراه، «تعلم الهوية من خلال القياسات الحيوية السلوكية للمصادقة النشطة»، تحت إشراف مدرسي الهندسة موشيه كام وستيفن ويبر، وهدفت إلى "التحقيق في مشكلة المصادقة النشطة على أجهزة الحاسوب المكتبية والأجهزة المحمولة".

## الحياة المهنية

### معهد ماساتشوستس للتقنية
في عام 2014، عُين فريدمان من قبل شركة جوجل لمواصلة عمله في أطروحته حول استخدام الذكاء الاصطناعي للتحقق من الهوية، لكنه ترك الشركة بعد ستة أشهر فقط قائلًا إنه يفضل "فوضى البحث والبيئة الأكاديمية". في عام 2015، انتقل إلى مختبر AgeLab التابع لمعهد ماساتشوستس للتقانة للعمل على "علم النفس وتحليلات البيانات الضخمة لفهم سلوك السائق".
في عام 2019، نشر فريدمان دراسة غير خاضعة لمراجعة الأقران حول نظام Tesla Autopilot، حيث وجدت أن السائقين الذين يستخدمون المركبات شبه المستقلة ظلوا مركزين، وهو ما يتناقض مع الأبحاث الراسخة حول كيفية تفاعل البشر مع الأنظمة الآلية. بعد الانتهاء من دراسته لنظام Tesla Autopilot، طار فريدمان إلى مكاتب Tesla لإجراء مقابلة مع إيلون ماسك. وتعرضت دراسة فريدمان حول نظام تسلا أوتوبايلوت لانتقادات بسبب منهجيتها وحجم العينة الصغير من قبل ميسي كومينجز، أستاذة في جامعة ديوك ومستشارة للإدارة الوطنية لسلامة المرور على الطرق السريعة، والتي وصفتها بأنها "مليئة بالعيوب بشكل كبير". اقترحت الباحثة في مجال الذكاء الاصطناعي أنيما أناندكومار أن يقدم فريدمان دراسته لمراجعة الأقران قبل السعي للحصول على تغطية صحفية. بعد المقابلة مع ماسك، زادت مشاهدات حلقات البودكاست الخاصة به زيادة كبيرة. أزيلت الدراسة لاحقًا من موقع معهد ماساتشوستس للتقنية.
بعد نشر الدراسة، غادر AgeLab وتولى دورًا غير مدفوع الأجر في قسم علوم الطيران والفضاء في معهد ماساتشوستس للتقانة. اعتبارًا من عام 2022، أصبح باحثًا علميًّا في مختبر معهد ماساتشوستس للتكنولوجيا لأنظمة المعلومات واتخاذ القرار (LIDS).

### بودكاست ليكس فريدمان
بدأ فريدمان بودكاسته في عام 2018. كان عنوانه في الأصل هو The Artificial Intelligence Podcast، ولكن تغير اسمه إلى The Lex Fridman Podcast في عام 2020. في عام 2024، ذكرت صحيفة بوسطن جلوب أن البودكاست اجتذب 3.6 مليون مشترك.
في أكتوبر 2022، ظهر كاني ويست في بودكاست فريدمان. خلال المقابلة، أدلى ويست "بسلسلة من التصريحات التحريضية والكاذبة حول الهولوكوست والإجهاض والشعب اليهودي". إلى جانب رابط للمقابلة مع ويست، نشر فريدمان هذا على X : "أؤمن بقوة المحادثة الصعبة والصادقة والمتعاطفة لزيادة مقدار الحب في العالم".

## الاستقبال
قال عالم الأحياء الحاسوبية ليور باتشر "إن بعض العلماء والأكاديميين يخشون أن يكون فريدمان يساهم في "فوضى المعلومات المضللة"، في حين يعتقد باحث آخر غير معرف بالاسم في مجال الذكاء الاصطناعي أن فريدمان ربما يكون قد "تخلى عن الصرامة الأكاديمية سعيًا وراء الشهرة".
وفي معهد ماساتشوستس للتقانة، صرح الفيزيائي فرانك ويلكزيك بأن فريدمان "على مستوى فكري أعلى" من العديد من الصحفيين الذين يغطون العلوم. وأضاف أنه يعتقد أن فريدمان "يقوم بعمل الرب، ويساعد الناس على فهم العلم". ويؤكد مدير معهد ماساتشوستس للتقانة لعلوم البيانات، سيرتاك كارامان، أن "الدكتور فريدمان يقوم بعمل الرب، ويساعد الناس على فهم العلم". كان فريدمان باحثًا علميًا في معهد ماساتشوستس للتقانة LIDS وفي مجموعة الأبحاث الخاصة بنا. لقد عرفته لسنوات عديدة، وأعجبت كثيرًا بأفكاره وإنجازاته البحثية." يقول مانوليس كيلس، أستاذ معهد ماساتشوستس للتقانة: "إنه مستمع. إنه موجود ليتعلم. إنه يدعوك كذبابة على الحائط لتتعلم معه. إنه لا يدفع بأجندة أو يحاول أن يبدو ذكيًّا."
كتبت الصحافية هيلين لويس في مجلة ذا أتلانتيك أن فريدمان «لا يحتفظ حتى بطبقة رقيقة من الانفصال الصحافي» عن الأشخاص الذين يجري معهم المقابلات، وقد أجرى مقابلات مع أصدقاء شخصيين مثل إيفانكا ترامب وجاريد كوشنر. وفي منشور على موقع LinkedIn، ذكر فريدمان أنه أمضى عيد الشكر في منزلهما في عام 2023، حيث شاهد فيلم The Godfather معهما. كتب لويس أنه في مقابلته عام 2024 مع دونالد ترامب، سمح فريدمان للمرشح الرئاسي بتقديم ادعاءات كاذبة حول حادثة مقبرة أرلينجتون الوطنية دون تحدي، لكنه دافع عن جو روجان، وهو صديق شخصي سجل معه العديد من المدونات الصوتية وكتب له وغنى سيرينادًا تكريمًا له، قائلًا إن ترامب كان سيئًا معه.
كتب ناثان ج. روبنسون من مجلة الشؤون الجارية: "فريدمان ليس مفكّرًا مثاليًّا، ويبدو صادقًا في رغبته في فهم اليساريين بتعاطف (وقد أجرى أيضًا مقابلات مع ريتشارد وولف وستيف كين ونعوم تشومسكي)، ولإنصاف جميع الأطراف، فقد استضاف مناظرة بين "المتشكك البيئي" بيورن لومبورج والصحفي المختص بقضايا المناخ أندرو ريفكين. ولكن كما هو الحال مع [جو] روجان، من الصعب تجاهل وجود خلل في التوازن. فهناك عدد أكبر بكثير من أصحاب التوجهات اليمينية المتطرفة من اليساريين [...]." وأضاف روبنسون أن "بودكاست فريدمان وسيلة ممتازة لمعرفة كيف يفشل موقف الحياد في الواقع في مواجهة الأكاذيب والمعتقدات المضرّة بالقدر الكافي."
ذكرت مقالة كتبتها إليزابيث لوباتو في ذا فيرج عام 2023 أن بودكاست فريدمان "له متابعون بين النخبة التقنية" وقالت إن فريدمان "محاور كرة ناعمة". أي لا يسأل ضيوفه أسئلة صعبة.
وزعم بن صموئيل في مقال آخر نُشر عام 2023 في صحيفة هآرتس أن فريدمان فشل في تحدي الادعاءات التي قدمها رئيس الوزراء الإسرائيلي بنيامين نتنياهو في برنامجه الصوتي. علقت مقالة نشرتها بلومبرج عام 2024 بقلم إيلين هيوت على أن بودكاست فريدمان يعتبره الرؤساء التنفيذيون لشركات التقانة بديلًا أكثر ودية للمقابلات الأكثر عدائية مع الصحفيين التقليديين.

## الحياة الشخصية
يعيش فريدمان في أوستن، تكساس.

## روابط خارجية
- الموقع الرسمي